# アーダルベルト・フォン・バイエルン
アーダルベルト・ヴィルヘルム・ゲオルク・ルートヴィヒ・フォン・バイエルン（ドイツ語：Adalbert Wilhelm Georg Ludwig von Bayern, 1828年7月19日 - 1875年9月21日）は、ドイツ・バイエルン王国の王族、バイエルン王子（Prinz von Bayern）。1844年から1862年までの18年間、南欧ギリシャの王位継承者の地位にあった。

## 生涯
バイエルン王ルートヴィヒ1世と王妃テレーゼの間の第9子・四男・末息子。父王は末子の誕生を記念して「天の祝福（Segen des Himmels）」という名称の記念メダルを発効させた。メダルのデザインは母王妃の頭像を中心に、1820年代に生まれた第5子・三男ルイトポルト以下の年少の5人の子供たちの頭像がその出生年とともに刻まれているというものであった。
次兄のギリシャ王オットーに子が無かったため、1844年ギリシャの王位継承者に指名されたが、1862年オットーが退位したため王位継承は実現しなかった。
1856年8月25日マドリードで、スペイン女王イサベル2世の義妹アマリア王女と結婚、2人の間には5子が生まれた。
- ルートヴィヒ・フェルディナント（1859年 - 1949年）
- アルフォンス（1862年 - 1933年）
- イザベラ（1863年 - 1924年） - 1883年ジェノヴァ公トンマーゾと結婚
- エルヴィラ（スペイン語版）（1868年 - 1943年） - 1891年ルドルフ・フォン・ヴルブナ＝カウニッツ＝リートベルク＝クヴェステンベルク・ウント・フロイデンタール（チェコ語版）伯爵と結婚[3]
- クラーラ（スペイン語版）（1874年 - 1941年）

1875年ニンフェンブルク宮殿内の住居で急に発病し数日で息を引き取った。外科医は王子の死因は心筋梗塞だと判断した。遺骸はミュンヘン・聖ミヒャエル教会に葬られた。
ミュンヘンのアーダルベルト大通りは王子の名前に因んでいる。

## 引用・脚注
1. 1 2  Pierer’s Universal-Lexikon, über zeno.org, abgerufen am 6. August 2015
2. 1 2  Staatliche Münzsammlung München auf museum.com, abgerufen am 6. August 2015
3. ↑  Enache, Nicolas. La Descendance de Marie-Therese de Habsburg. ICC, Paris, 1996. pp. 54, 58. (French). ISBN 2-908003-04-X
4. ↑  Adalberststraße auf dem Stadtportal München, abgerufen am 6. August 2015